# 谭天宋
谭天宋（1896年6月—1970年8月），广东澄海人。华南工学院建筑系教授，建筑设计专家。

## 生平
1920年至1923年在美国麻省罗维尔纺织学院和纽约美术设计学院学习:179，1924年至1925年在北卡罗莱纳州立大学建筑系和哈佛大学建筑研究院进修。1925年至1932年在纽约市建筑师事务所任建筑设计师:179。
1932年回国，在广州开设私人事务所。1934年开始兼任勷勤大学建筑工程系教授，亦曾兼任广西苍梧永和、永得矿业公司任工程部主任、美军驻昆明工程处建筑工程顾问等。后勷勤大学撤销，建筑系整体并至国立中山大学。
1952年12月调入华南工学院，评为三级教授。在华工任教期间，曾长期担任华南工学院院务委员会委员、广州市建委和广州市建设局顾问。1963年，当选广东省政协第三届委员:18。
1970年逝世。

## 作品
- 美国[1]:179
  - 32层万国宝通银行
  - 宾夕法尼亚州省府合署
  - 西点军校扩建工程（主持平面设计）
- 中国广州[1]:179
  - 泰康路电业局大楼（华安楼）
  - 华南土特产展览会
    - 林产馆[2]
    - 物资交流馆[5]

  - 华南理工大学
    - 1号楼[6]（与夏昌世合作，1965年7月之前建成）
    - 2号楼南座[7]（与夏昌世合作，1954年12月建成，现已改建）
    - 13号楼